# Brilliance BC3
Brilliance BC3 — спортивный автомобиль, выпускавшийся китайской автомобилестроительной компанией Brilliance China Auto с 2007 по 2011 год совместно с Mitsubishi Motors, Porsche AG и BMW Group.

## Описание
Brilliance BC3 впервые был представлен в 2006 году на Пекинском автосалоне под названием Brilliance Zhonghua M3, затем в 2007 году на Женевском автосалоне был представлен прототип BC3. В 2008 году на Парижском автосалоне был представлен купеобразный автомобиль Zhonghua Coupe, а в 2009 году на Детройтском автосалоне автомобиль дебютировал под названием Brilliance M3.
Brilliance BC3 разрабатывался в ателье Pininfarina, шасси разрабатывалось совместно с Porsche Engineering, а двигатель разработан совместно с FEV Inc.
Автомобиль продавался в Египте под названием Brilliance Kouper, в Китае — Brilliance M3, а в Германии — BC3 GT.

## Технические характеристики
Brilliance BC3 оснащался 1,8-литровым, четырёхцилиндровым двигателем Mitsubishi 4G93 с турбонаддувом мощностью 126 кВт (171 л. с.) и крутящим моментом 238 Н·м. Максимальная скорость 212 км/ч.

## Продажи в Китае
| Год     | 2009 | 2010 | 2011 | Всего |
| ------- | ---- | ---- | ---- | ----- |
| Продано | 1300 | 845  |      | 2145  |

## Галерея

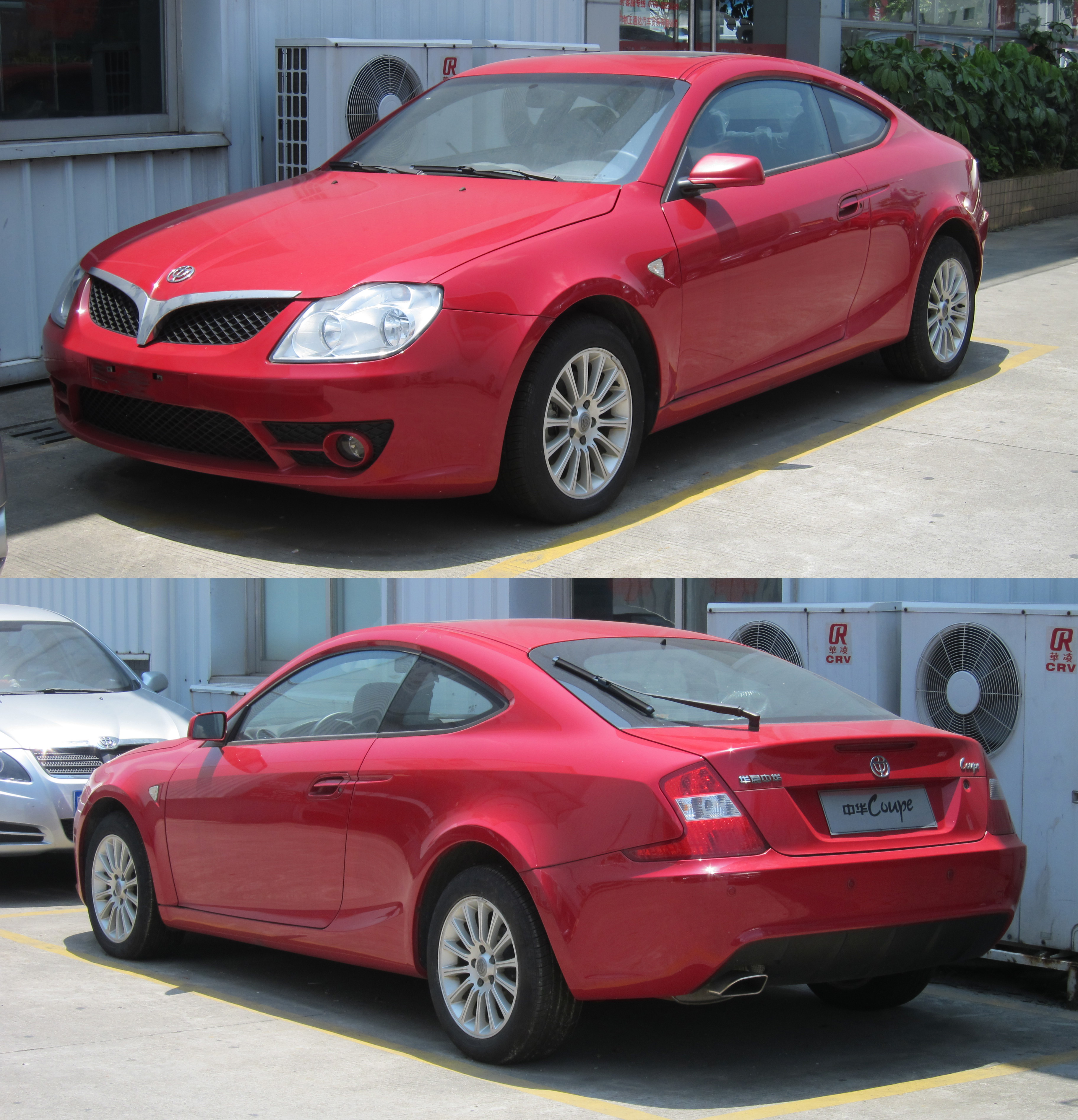
Виды спереди и сзади
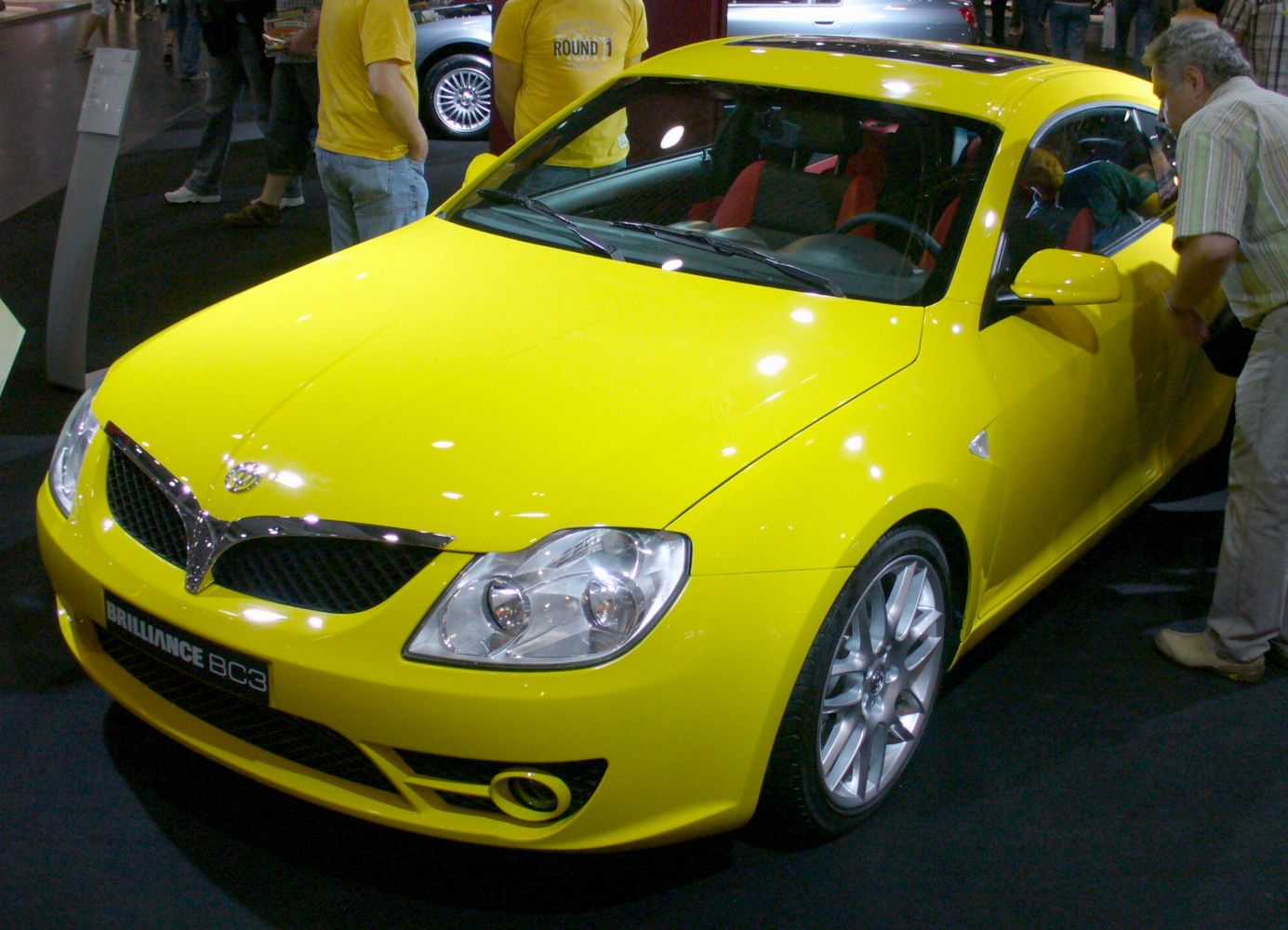
Brilliance BC3